# Round&Round&Round
「Round&Round&Round」（ラウンドアンドラウンドアンドラウンド）は、TECHNOBOYS PULCRAFT GREEN-FUND feat. ボンジュール鈴木のシングル。2017年8月9日にランティスから発売された。

## 概要
テレビ東京系で2017年放送のアニメ『魔法陣グルグル』前期エンディングテーマ。ボンジュール鈴木のベストアルバム『The Best of Bonjour Suzuki』と同日に発売された。
メンバーの松井洋平は「プロデューサーから、僕らとボンジュールさんで一緒に何かやると面白いんじゃないかと言われ（中略）エレクトリックな表現の共通項とフランスチックな表現の異質感が僕らと組み合わさった時にどんな表現になるのか？ なにより、『グルグル』という作品の持つかわいらしさの部分にボンジュールさんの声を使わせていただきたい」と思ったことがボーカル起用の動機であったと述べている。c/w曲の「夏と猫のソネット」は「夏」「猫」「SF」をモチーフとして、ボーカルに声優の井澤詩織を起用したバラード。

## 収録曲
| 全作詞・作曲・編曲: TECHNOBOYS PULCRAFT GREEN-FUND。 |                                               |                                |                                |      |
| #                                                    | タイトル                                      | 作詞                           | 作曲・編曲                     | 時間 |
| 1.                                                   | 「Round&Round&Round」(feat. ボンジュール鈴木) | TECHNOBOYS PULCRAFT GREEN-FUND | TECHNOBOYS PULCRAFT GREEN-FUND | 4:13 |
| 2.                                                   | 「夏と猫のソネット」(feat. 井澤詩織)          | TECHNOBOYS PULCRAFT GREEN-FUND | TECHNOBOYS PULCRAFT GREEN-FUND | 4:57 |
| 3.                                                   | 「Round&Round&Round」(Instrumental)           | TECHNOBOYS PULCRAFT GREEN-FUND | TECHNOBOYS PULCRAFT GREEN-FUND | 4:12 |
| 4.                                                   | 「夏と猫のソネット」(Instrumental)            | TECHNOBOYS PULCRAFT GREEN-FUND | TECHNOBOYS PULCRAFT GREEN-FUND | 4:54 |
| 合計時間:                                            | 合計時間:                                     | 18:16                          |                                |      |